# Les Feux d'artifice
Pour les articles homonymes, voir Feu d'artifice (homonymie).
Albums de Calogero
Live symphonique
(2011) Live 2015
(2015)
Singles
1. Un jour au mauvais endroit
Sortie : mai 2014
2. Le Portrait
Sortie : octobre 2014
3. Avant toi
Sortie : mars 2015
4. J'ai le droit aussi
Sortie : juillet 2015

Les Feux d'artifice est le sixième album de Calogero sorti le 18 août 2014.  Son premier single a été : Un jour au mauvais endroit parlant du drame d'Échirolles (le meurtre de Sofiane Tadbirt et Kévin Noubissi). Suivent ensuite Les Feux d'artifice, L'Eclipse, Le Portrait puis Avant toi et enfin J'ai le droit aussi. Il entre premier au Top Albums avec 51 500 exemplaires écoulés.
Avec 500 000 exemplaires vendus mi-avril 2015, l'album est certifié disque de diamant, un succès que l'artiste n'avait pas connu depuis son album 3 sorti en 2004.
En mai 2015 sort Jimmy, un single chanté en anglais et en français avec le groupe Cats on Trees, single qui sera édité sur la version deluxe de cet album d'une durée de 2:57 sorti en juin 2015.

## Liste des titres
| No  | Titre                                              | Paroles                       | Musique               | Durée |
| --- | -------------------------------------------------- | ----------------------------- | --------------------- | ----- |
| 1.  | Fidèle                                             | Calogero - Christophe Cirillo | Calogero              | 3:38  |
| 2.  | Un jour au mauvais endroit                         | Marie Bastide                 | Calogero              | 4:54  |
| 3.  | Le Monde moderne                                   | Marie Bastide                 | Calogero              | 3:27  |
| 4.  | Conduire en Angleterre (chanson pour les gauchers) | Paul École                    | Calogero              | 3:35  |
| 5.  | Le Portrait                                        | Paul École                    | Calogero - Gioacchino | 3:01  |
| 6.  | L'Éclipse                                          | Marie Bastide                 | Calogero              | 3:57  |
| 7.  | Avant toi                                          | Alex Beaupain                 | Calogero - Gioacchino | 4:01  |
| 8.  | Elle me manque déjà                                | Dominique A                   | Calogero              | 4:00  |
| 9.  | La Boîte à musique                                 | Paul École                    | Calogero - Gioacchino | 2:53  |
| 10. | J'ai le droit aussi                                | Marie Bastide                 | Calogero              | 3:09  |
| 11. | Cristal                                            | Alex Beaupain                 | Calogero              | 4:03  |
| 12. | Les Feux d'artifice                                | Paul École                    | Calogero - Gioacchino | 6:36  |
| 13. | Jimmy                                              |                               |                       | 2:57  |

## Clips vidéos
- Un jour au mauvais endroit : 19 juin 2014
- Les Feux d'artifice : 21 juillet 2014
- Le Portrait : 6 novembre 2014
- Avant toi : 28 avril 2015
- J'ai le droit aussi : 7 juillet 2015
- L'Éclipse : 23 octobre 2015
- Le Monde moderne : 27 avril 2016

## Édition limitée
L'album paraît dans une édition limitée le 27 novembre 2014 avec un deuxième CD reprenant 3 titres inédits et 2 titres en version acoustique.
| No | Titre                                           | Paroles          | Musique               | Durée |
| -- | ----------------------------------------------- | ---------------- | --------------------- | ----- |
| 1. | Au clair de la lune                             | Paul École       | Calogero              | 3:17  |
| 2. | À mes côtés                                     | Dominique A      | Calogero              | 3:18  |
| 3. | Nous nous sommes aimés                          | Charles Aznavour | Calogero              | 3:13  |
| 4. | Un jour au mauvais endroit (version acoustique) | Marie Bastide    | Calogero              | 4:20  |
| 5. | Le Portrait (version acoustique)                | Paul École       | Calogero - Gioacchino | 3:04  |

## Classements
| Pays                   | Meilleure position | Entrée       | Sortie            |
| ---------------------- | ------------------ | ------------ | ----------------- |
| France                 | 1                  | 30 août 2014 | 11 février 2017   |
| Belgique (Francophone) | 1                  | 30 août 2014 | 5 septembre 2020  |
| Belgique (Flandre)     | 53                 | 30 août 2014 | 1er novembre 2014 |
| Suisse                 | 6                  | 24 août 2014 | 18 janvier 2015   |